# 船引駅

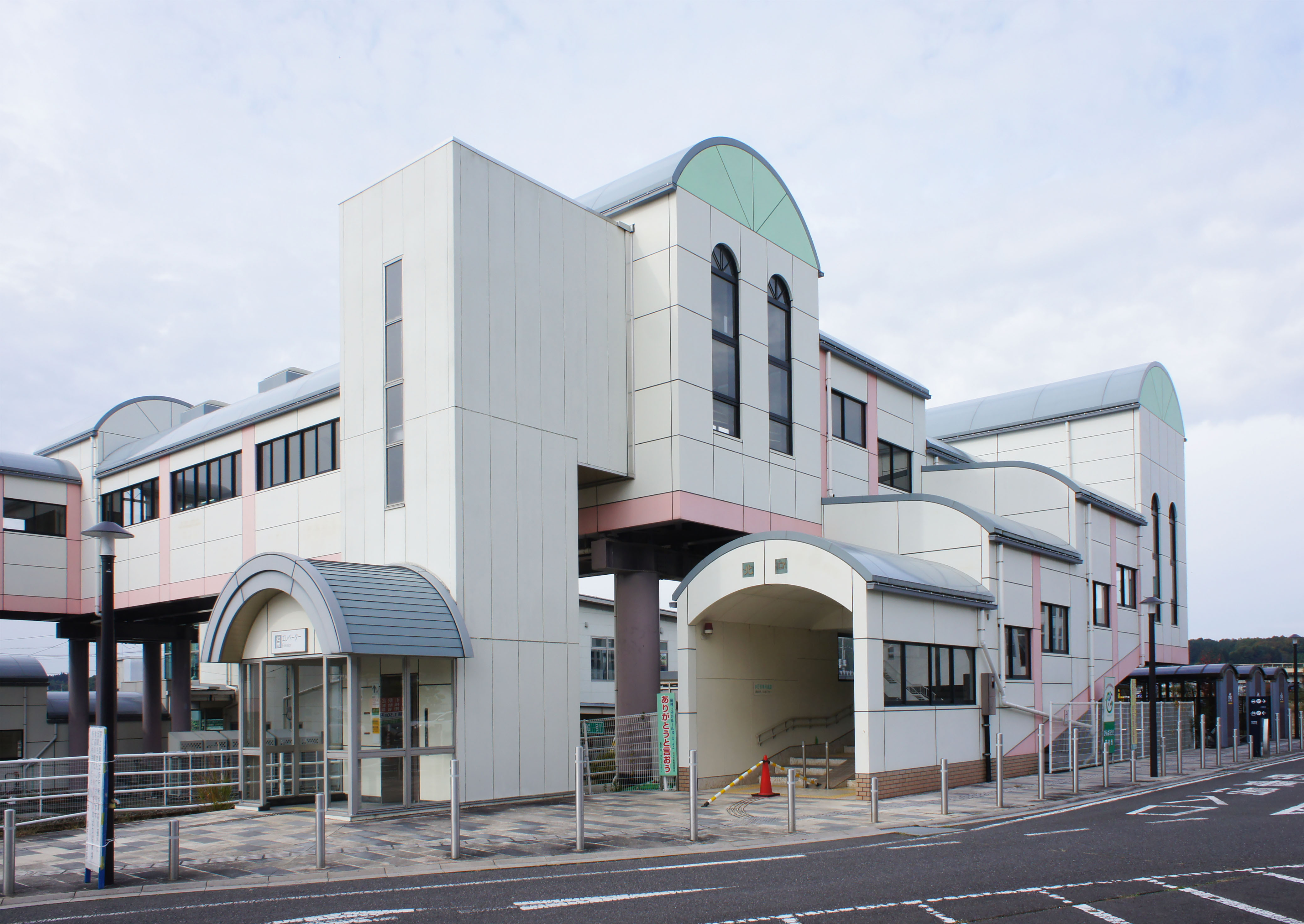
北口（2021年10月）

船引駅（ふねひきえき）は、福島県田村市船引町船引字上田中にある、東日本旅客鉄道（JR東日本）磐越東線の駅である。磐越東線におけるSuica利用区域の最東端であり、当駅より小野新町・いわき方面への利用はできない。

## 歴史
- 1915年（大正4年）3月21日：開業[2][3]。
- 1979年（昭和54年）10月8日：貨物の取り扱いを廃止[5]。
- 1984年（昭和59年）2月1日：荷物の扱いを廃止[5]。
- 1987年（昭和62年）4月1日：国鉄分割民営化により、JR東日本の駅となる[5][3]。
- 2004年（平成16年）9月17日：コミュニティ施設併設の駅舎に改築[6]。
- 2009年（平成21年）3月14日：ICカード「Suica」の利用が可能となる（郡山方面のみ）[7]。
- 2013年（平成25年）10月1日：業務委託化。船引駅長（三春駅助役待遇）廃止。
- 2016年（平成28年）4月1日：三春駅の業務委託化に伴い、管理駅が郡山駅に変更される。同時に終日駅員配置から早朝夜間駅員不在となる。
- 2024年（令和6年）
  - 1月31日：みどりの窓口の営業を終了[4]。
  - 2月1日：話せる指定席券売機を導入[4]。
  - 10月1日：えきねっとQチケのサービスを開始[1][8]。

## 駅構造
島式ホーム1面2線を有する地上駅である。ホームと駅舎の間には構内踏切があり、駅舎寄りのホーム（1番線）に列車が発着する際は遮断される。不定期で、郡山総合車両センターで検査を受けた気動車の出場試運転を郡山駅から当駅まで実施することがあり、その後は各所属先の配置に向かう。
郡山駅が管理し、JR東日本東北総合サービスが受託する業務委託駅である。Suica対応自動券売機、話せる指定席券売機、簡易Suica改札機が設置されている。
駅舎は2004年（平成16年）に建て替えられ、3階建ての近代的な駅舎となった（駅舎は田村市船引コミュニティプラザの一階に併設）。駅舎3階には跨線橋があり、南北に連絡している。自由通路であり、駅舎内からの利用も可能。

### のりば
| 番線 | 路線      | 方向 | 行先                 | 備考       |
| ---- | --------- | ---- | -------------------- | ---------- |
| 1    | ■磐越東線 | 下り | 郡山方面             | 交換時のみ |
| 2    | ■磐越東線 | 上り | 小野新町・いわき方面 |            |
| 2    | ■磐越東線 | 下り | 郡山方面             |            |

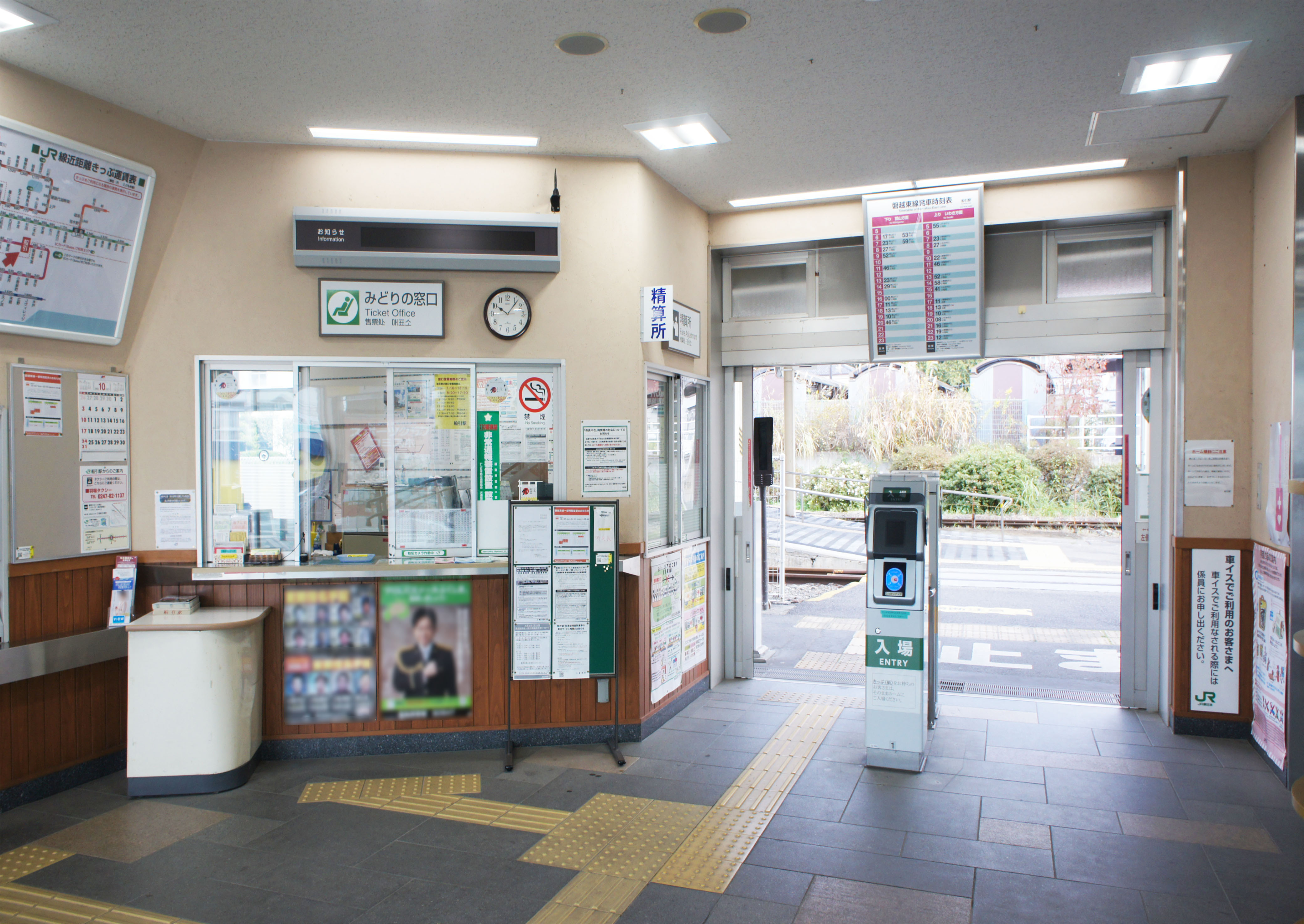
改札口（2021年10月）
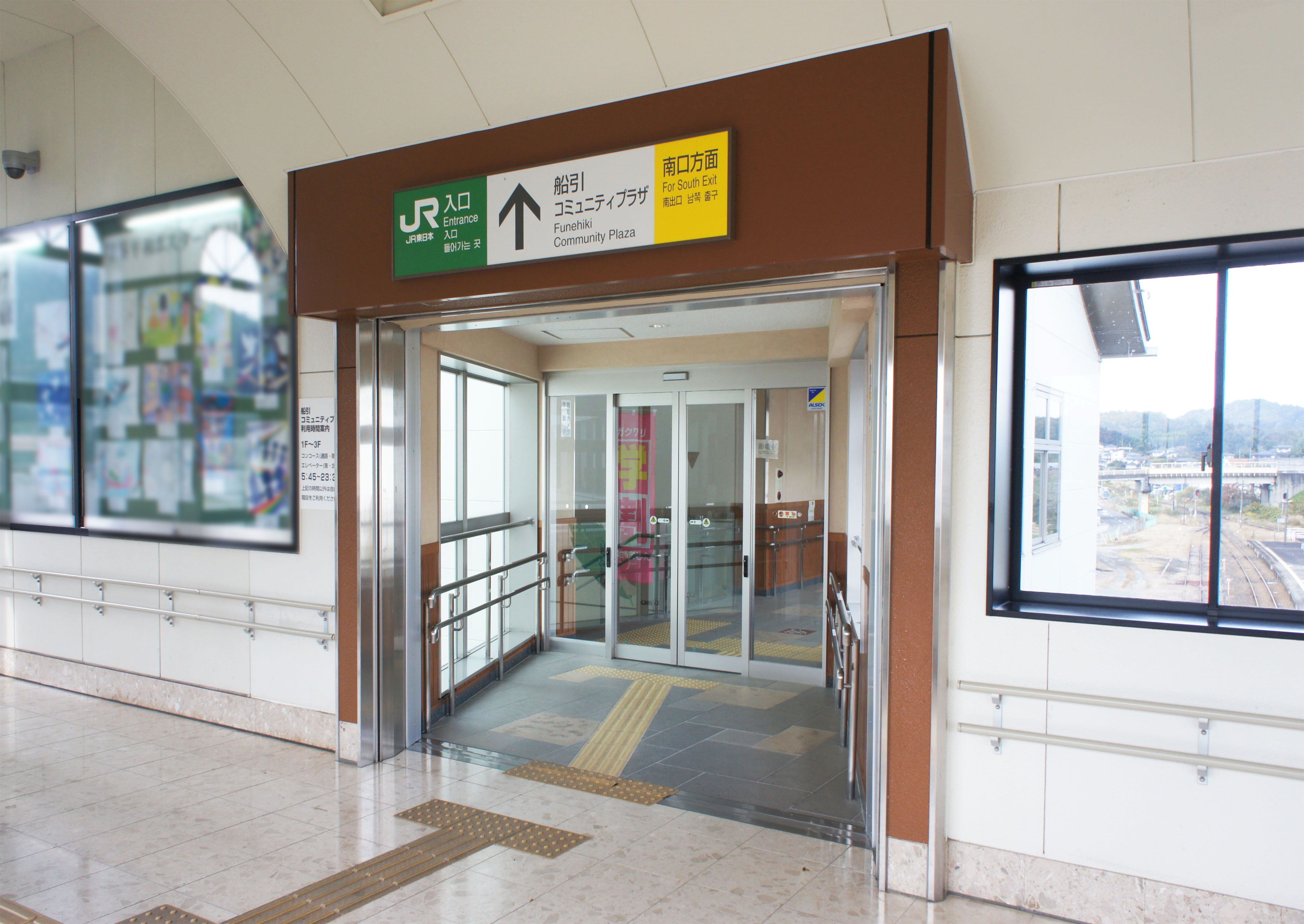
自由通路側出入口（2021年10月）
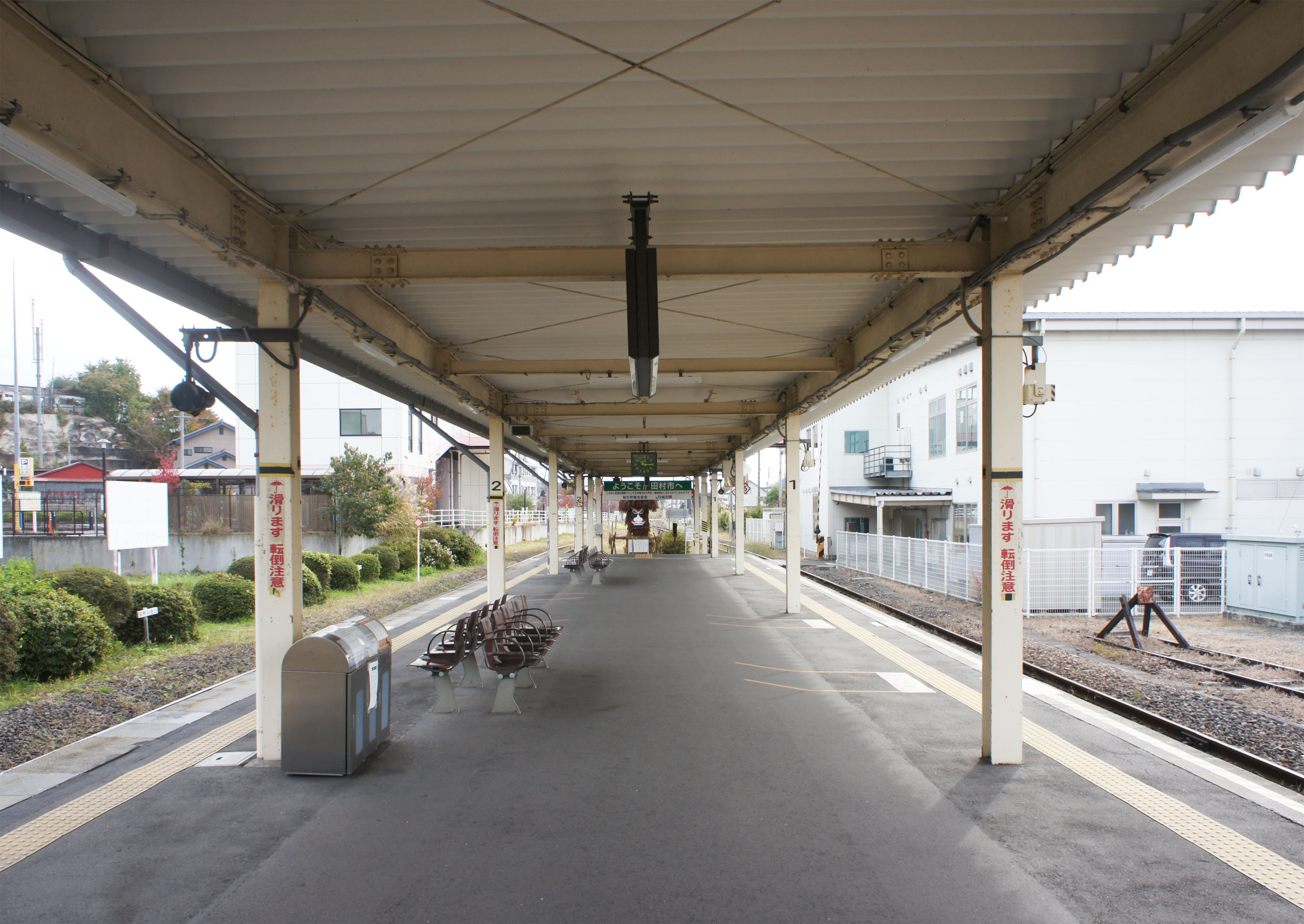
ホーム（2021年10月）
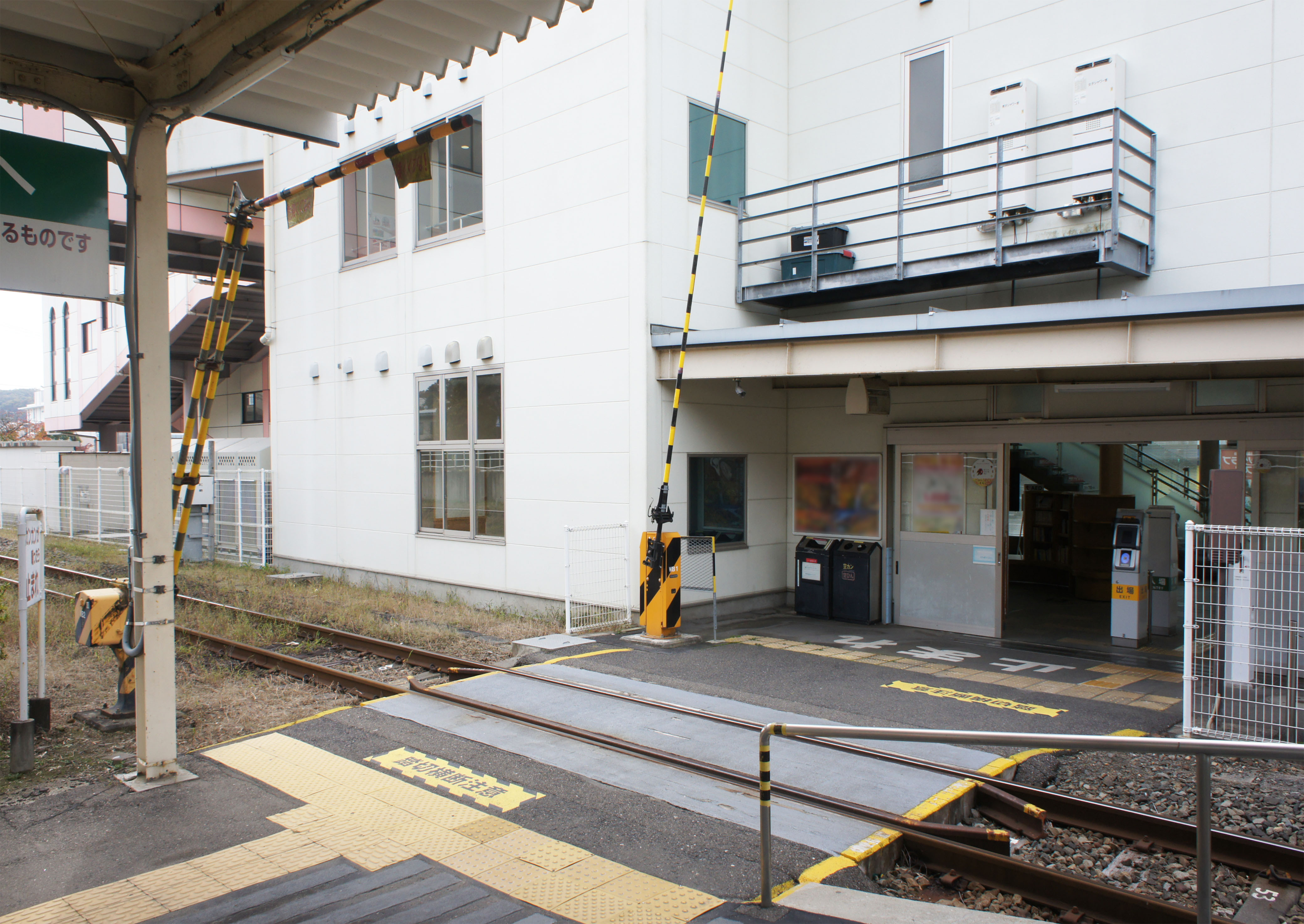
構内踏切（2021年10月）
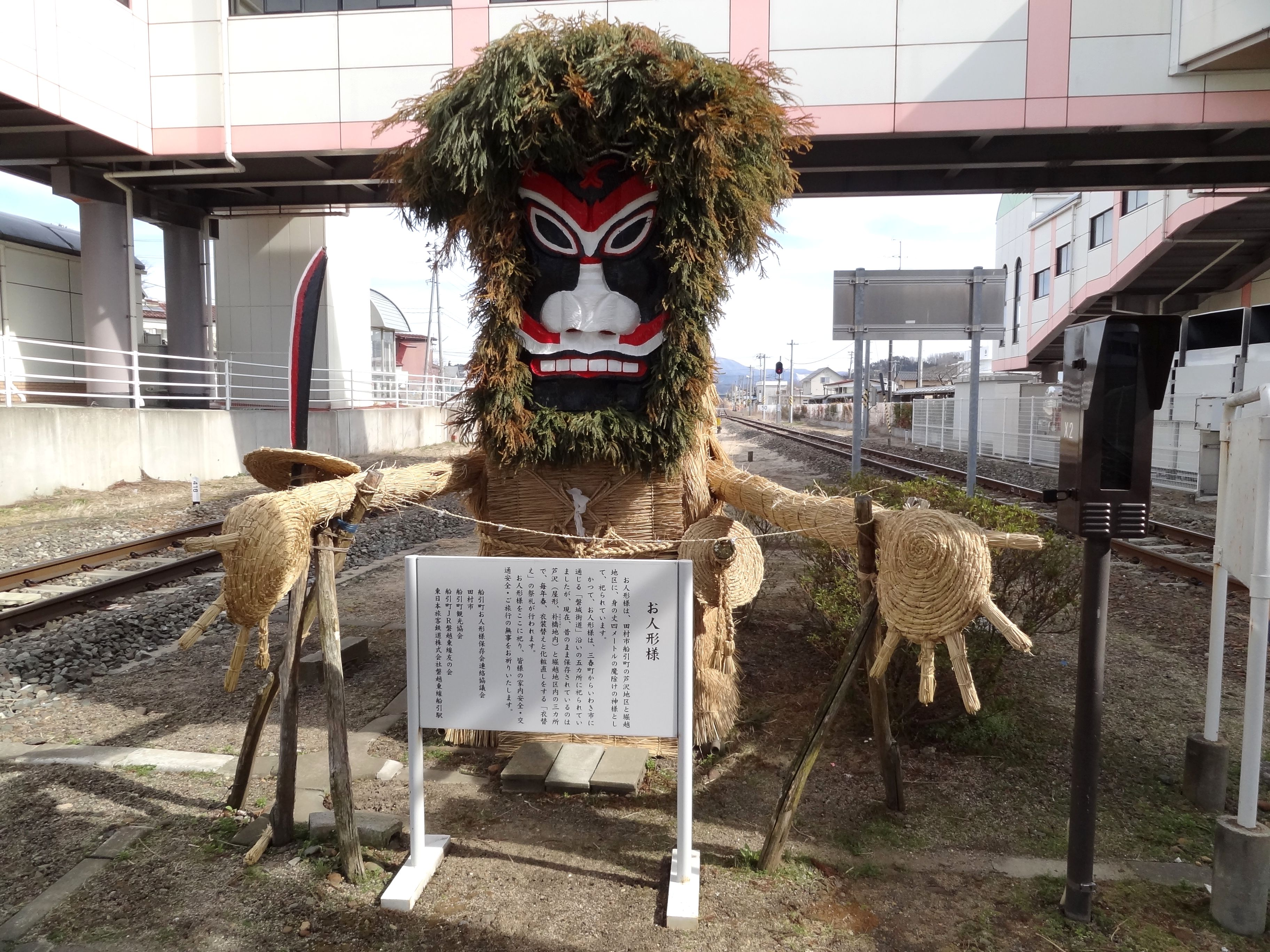
ホームに設置されているお人形様（2015年3月）

## 利用状況
JR東日本によると、2023年度（令和5年度）の1日平均乗車人員は619人である。
2000年度（平成12年度）以降の推移は以下のとおりである。
| 1日平均乗車人員推移 | 1日平均乗車人員推移 | 1日平均乗車人員推移 | 1日平均乗車人員推移 | 1日平均乗車人員推移 |
| 年度                | 定期外              | 定期                | 合計                | 出典                |
| ------------------- | ------------------- | ------------------- | ------------------- | ------------------- |
| 2000年（平成12年）  |                     |                     | 1,370               | [ 利用客数 2 ]      |
| 2001年（平成13年）  |                     |                     | 1,355               | [ 利用客数 3 ]      |
| 2002年（平成14年）  |                     |                     | 1,288               | [ 利用客数 4 ]      |
| 2003年（平成15年）  |                     |                     | 1,250               | [ 利用客数 5 ]      |
| 2004年（平成16年）  |                     |                     | 1,238               | [ 利用客数 6 ]      |
| 2005年（平成17年）  |                     |                     | 1,216               | [ 利用客数 7 ]      |
| 2006年（平成18年）  |                     |                     | 1,213               | [ 利用客数 8 ]      |
| 2007年（平成19年）  |                     |                     | 1,146               | [ 利用客数 9 ]      |
| 2008年（平成20年）  |                     |                     | 1,053               | [ 利用客数 10 ]     |
| 2009年（平成21年）  |                     |                     | 996                 | [ 利用客数 11 ]     |
| 2010年（平成22年）  |                     |                     | 965                 | [ 利用客数 12 ]     |
| 2011年（平成23年）  |                     |                     | 887                 | [ 利用客数 13 ]     |
| 2012年（平成24年）  | 214                 | 680                 | 895                 | [ 利用客数 14 ]     |
| 2013年（平成25年）  | 220                 | 700                 | 920                 | [ 利用客数 15 ]     |
| 2014年（平成26年）  | 211                 | 655                 | 866                 | [ 利用客数 16 ]     |
| 2015年（平成27年）  | 211                 | 659                 | 871                 | [ 利用客数 17 ]     |
| 2016年（平成28年）  | 194                 | 636                 | 831                 | [ 利用客数 18 ]     |
| 2017年（平成29年）  | 181                 | 637                 | 818                 | [ 利用客数 19 ]     |
| 2018年（平成30年）  | 175                 | 623                 | 799                 | [ 利用客数 20 ]     |
| 2019年（令和元年）  | 153                 | 620                 | 774                 | [ 利用客数 21 ]     |
| 2020年（令和02年）  | 94                  | 558                 | 652                 | [ 利用客数 22 ]     |
| 2021年（令和03年）  | 100                 | 501                 | 601                 | [ 利用客数 23 ]     |
| 2022年（令和04年）  | 119                 | 489                 | 608                 | [ 利用客数 24 ]     |
| 2023年（令和05年）  | 137                 | 481                 | 619                 | [ 利用客数 1 ]      |

## 駅周辺

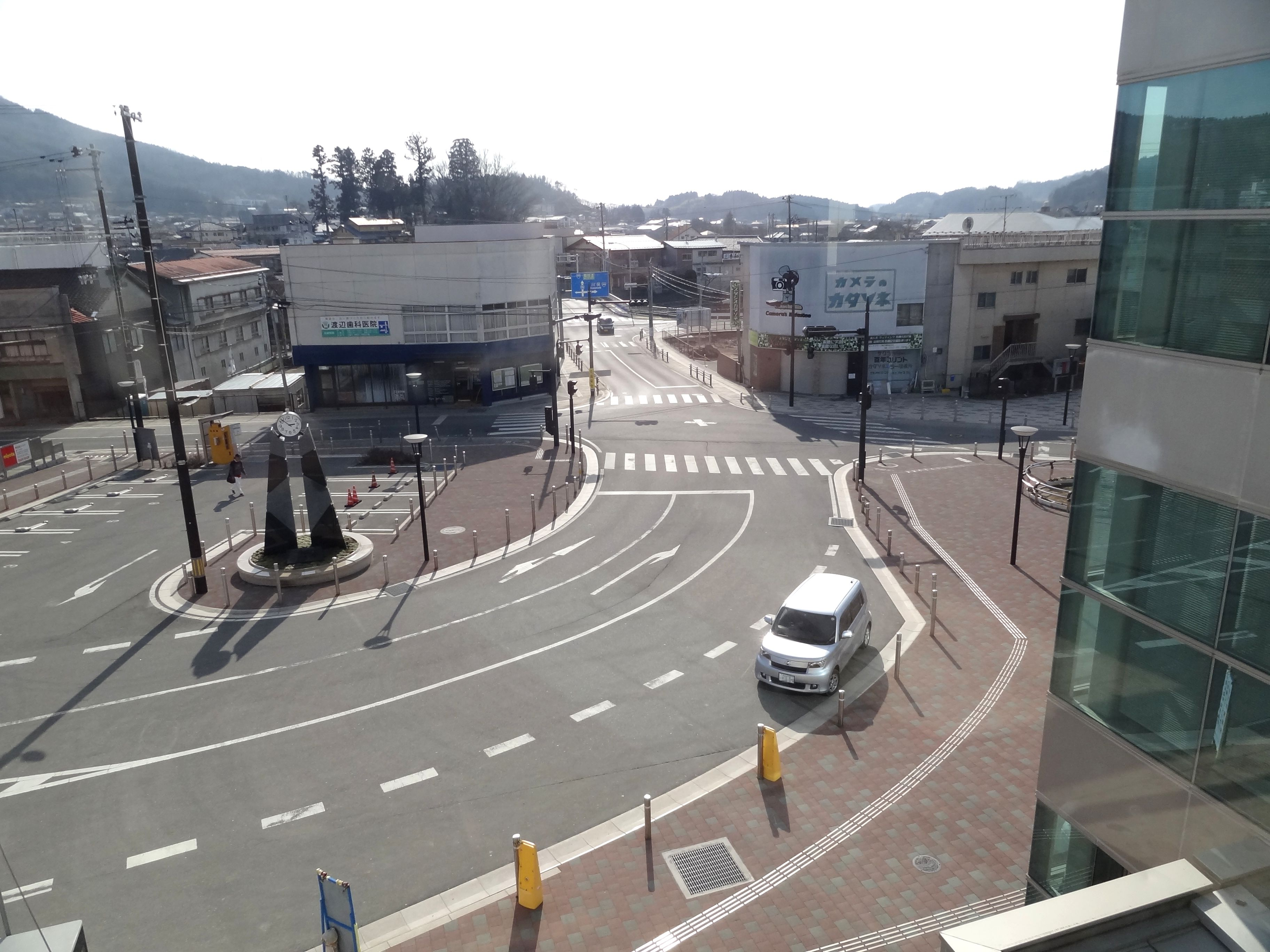
駅前（2015年）

- 国道349号
- 国道288号
- 福島県道19号船引大越小野線
- 福島交通船引出張所
- 田村警察署船引幹部交番
- 田村市役所
- ふねひきパーク
- 大滝根川
- 牧野川
- 沼ノ下工業団地

## バス路線
駅前にある「船引駅前」停留所にて、福島交通（船引出張所）が担当する路線バスが発着する。
- 船引線：郡山駅前
- 船引・百目木線：搦手
- 移線・長外路経由移線：移車庫
- 船引川内線：ゆふね
- 常葉経由古道線：古道車庫
- 常葉経由根子田線：根子田
- 移経由葛尾線：落合

## 隣の駅
東日本旅客鉄道（JR東日本）
■磐越東線
磐城常葉駅 - 船引駅 - 要田駅

### 記事本文
1. 1 2 3  “駅の情報（船引駅）：JR東日本”.   東日本旅客鉄道. 2024年8月25日時点のオリジナルよりアーカイブ。2024年10月27日閲覧。
2. 1 2 3 4 5 6 7 8 9  『週刊 JR全駅・全車両基地』 50号 郡山駅・会津若松駅・三春駅ほか、朝日新聞出版〈週刊朝日百科〉、2013年8月4日、27頁。
3. 1 2 3  曽根悟（監修）（著）、朝日新聞出版分冊百科編集部（編集）（編）「磐越西線・只見線・磐越東線」『週刊 歴史でめぐる鉄道全路線 国鉄・JR』第6号、朝日新聞出版、2009年8月16日、25頁。
4. 1 2 3 4  “駅の情報（船引駅）：JR東日本”.   東日本旅客鉄道. 2023年12月7日時点のオリジナルよりアーカイブ。2023年12月7日閲覧。
5. 1 2 3  石野哲（編）『停車場変遷大事典 国鉄・JR編 Ⅱ』（初版）JTB、1998年10月1日、513頁。ISBN 978-4-533-02980-6。
6. ↑  「JR年表」『JR気動車客車編成表 '05年版』ジェー・アール・アール、2005年7月1日、183頁。ISBN 4-88283-126-0。
7. ↑  『Suicaをご利用いただけるエリアが広がります。』（PDF）（プレスリリース）東日本旅客鉄道、2008年12月22日。オリジナルの2020年5月24日時点におけるアーカイブ。2020年5月25日閲覧。
8. ↑  『Suicaエリア外もチケットレスで! 東北エリアから「えきねっとＱチケ」がはじまります』（PDF）（プレスリリース）東日本旅客鉄道、2024年7月11日。オリジナルの2024年7月11日時点におけるアーカイブ。2024年7月31日閲覧。
9. 1 2 3  “JR東日本：駅構内図・バリアフリー情報（船引駅）”.   東日本旅客鉄道. 2024年10月27日閲覧。

### 利用状況
1. 1 2  “各駅の乗車人員（2023年度）”.   東日本旅客鉄道. 2024年7月20日閲覧。
2. ↑  “各駅の乗車人員（2000年度）”.   東日本旅客鉄道. 2019年2月24日閲覧。
3. ↑  “各駅の乗車人員（2001年度）”.   東日本旅客鉄道. 2019年2月24日閲覧。
4. ↑  “各駅の乗車人員（2002年度）”.   東日本旅客鉄道. 2019年2月24日閲覧。
5. ↑  “各駅の乗車人員（2003年度）”.   東日本旅客鉄道. 2019年2月24日閲覧。
6. ↑  “各駅の乗車人員（2004年度）”.   東日本旅客鉄道. 2019年2月24日閲覧。
7. ↑  “各駅の乗車人員（2005年度）”.   東日本旅客鉄道. 2019年2月24日閲覧。
8. ↑  “各駅の乗車人員（2006年度）”.   東日本旅客鉄道. 2019年2月24日閲覧。
9. ↑  “各駅の乗車人員（2007年度）”.   東日本旅客鉄道. 2019年2月24日閲覧。
10. ↑  “各駅の乗車人員（2008年度）”.   東日本旅客鉄道. 2019年2月24日閲覧。
11. ↑  “各駅の乗車人員（2009年度）”.   東日本旅客鉄道. 2019年2月24日閲覧。
12. ↑  “各駅の乗車人員（2010年度）”.   東日本旅客鉄道. 2019年2月24日閲覧。
13. ↑  “各駅の乗車人員（2011年度）”.   東日本旅客鉄道. 2019年2月24日閲覧。
14. ↑  “各駅の乗車人員（2012年度）”.   東日本旅客鉄道. 2019年2月24日閲覧。
15. ↑  “各駅の乗車人員（2013年度）”.   東日本旅客鉄道. 2019年2月24日閲覧。
16. ↑  “各駅の乗車人員（2014年度）”.   東日本旅客鉄道. 2019年2月24日閲覧。
17. ↑  “各駅の乗車人員（2015年度）”.   東日本旅客鉄道. 2019年2月24日閲覧。
18. ↑  “各駅の乗車人員（2016年度）”.   東日本旅客鉄道. 2019年2月24日閲覧。
19. ↑  “各駅の乗車人員（2017年度）”.   東日本旅客鉄道. 2019年2月24日閲覧。
20. ↑  “各駅の乗車人員（2018年度）”.   東日本旅客鉄道. 2019年7月24日閲覧。
21. ↑  “各駅の乗車人員（2019年度）”.   東日本旅客鉄道. 2020年7月18日閲覧。
22. ↑  “各駅の乗車人員（2020年度）”.   東日本旅客鉄道. 2021年7月30日閲覧。
23. ↑  “各駅の乗車人員（2021年度）”.   東日本旅客鉄道. 2022年8月13日閲覧。
24. ↑  “各駅の乗車人員（2022年度）”.   東日本旅客鉄道. 2023年7月12日閲覧。